# Septième circonscription du Nord de 1863 à 1870
La septième circonscription du Nord était l'une des 9 circonscriptions législatives françaises que comptait le département du Nord pendant les sept dernières années du Second Empire.

## Description géographique et démographique
La septième circonscription du Nord était située à la périphérie de l'agglomération cambraisienne. Ceinturé entre le Pas-de-Calais, les arrondissements de Douai, Valenciennes, elle est créée à la suite du redécoupage électoral en soustrayant les Cantons de Clary, Le Caterau et Solesmes et en lui ajoutant le Canton de Bouchain, la circonscription est centrée autour de la ville de Cambrai.
Elle regroupait les divisions administratives suivantes : Canton de Bouchain ; Canton de Cambrai-Est ; Canton de Cambrai-Ouest ; Canton de Carnières  et le Canton de Marcoing.
Lors du recensement général de la population en 1864 à la suite du décret du 1er février de cette année, la population totale de cette circonscription est estimée à 136 073 habitants.

## Historique des députations
| Législature    | Début de mandat | Fin de mandat    | Député élu                 | Parti politique     | Observations         |
| -------------- | --------------- | ---------------- | -------------------------- | ------------------- | -------------------- |
| 3e législature | 31 mai 1863     | 3 décembre 1863  | Édouard Boittelle          | Majorité dynastique | Election annulée     |
| 3e législature | 6 mars 1864     | 27 avril 1869    | Auguste Stiévenart-Béthune | Indépendant         |                      |
| 4e législature | 23 mai 1869     | 4 septembre 1870 | Ernest Pinard              | Majorité dynastique | Fin du Second Empire |